# Sukokerto (Pajarakan)
Sukokerto is een bestuurslaag in het regentschap Probolinggo van de provincie Oost-Java, Indonesië. Sukokerto telt 2845 inwoners (volkstelling 2010).